# The Perfect Cult
The Perfect Cult är det svenska industrimetal-bandet Deathstars fjärde studioalbum, utgivet 2014 via Nuclear Blast. 

## Låtförteckning
1. Explode
2. Fire Galore
3. All the Devil's Toys
4. Ghost Reviver
5. The Perfect Cult
6. Asphalt Wings
7. Bodies
8. Temple of the Insects
9. Track, Crush & Prevail
10. Noise Cuts
11. All the Devil's Toys (8-bit version by Skinny)
12. Explode (remix by Dope Stars Inc.)
13. Temple of the Insects (remix by Hacking the Wave)

## Musiker
- Whiplasher Bernadotte – sång
- Nightmare Industries – gitarr, keyboard
- Skinny Disco – elbas, bakgrundssång
- Oscar "Vice" Leander – trummor